# Dafang
Dafang (chinesisch 大方县, Pinyin Dàfāng Xiàn) ist ein chinesischer Kreis der bezirksfreien Stadt Bijie in der Provinz Guizhou. Die Fläche beträgt 3.505 Quadratkilometer und die Einwohnerzahl 794.300 (Stand: Ende 2018).
Das Grab von Shexiang (Shexiang mu 奢香墓), einer Yi-Herrscherin vor über 300 Jahren, steht seit 1988 auf der Liste der Denkmäler der Volksrepublik China (3-251).